# Malaxis maxonii
Malaxis maxonii är en orkidéart som beskrevs av Oakes Ames. Malaxis maxonii ingår i släktet knottblomstersläktet, och familjen orkidéer. Inga underarter finns listade i Catalogue of Life.